# Валентин Гонсалес
Валентин Гонсалес (на испански: Valentín González) е испански полковник, известен с участието си в Гражданската война в Испания.

## Биография
Роден в Малкосинадо, Гонсалес работи като миньор и е член на Комунистическата партия на Испания, създавайки една от първите милиционерски части, които да се противопоставят на националистическата армия на Франсиско Франко при избухването на Гражданската война. Като командир на бригада Гонсалес лично участва във всички големи битки, случили се по време на нападението на националистите над Мадрид през 1936 г. Той също така командва формирования по време на битките на пътя Коруня (декември 1936 г.), Харама и Гуадалахара (март 1937 г.).
През лятото на 1937 г. ръководи 46-ата дивизия в битката при Брунете. Силно пропагандиран като героична фигура от съветската пропаганда, Гонсалес е обвинен от други офицери, че е брутален в отношението си към хората си, неподходящ за съвременна битка и егоманиак.
Ръководи хората си в битката при Белчите, битката при Теруел и Каталония през цялата война, преди да бъде принуден да емигрира в Съветския съюз след победата на националистите през 1939 г.
Заедно с други испански републикански командири в изгнание е записан във Военната академия Фрунзе, но е изключен поради некомпетентност. По-късно е затворен в трудови лагери Гулаг във Воркутлаг, където работи като бригадир на миньори. След това бяга от Гулаг и Съветския съюз през иранската граница през 1949 г.
След испанския преход към демокрация през 1978 г. Гонсалес се завръща да живее в Испания. Умира в Мадрид.